# Tomblaine
Tomblaine é uma comuna francesa na região administrativa do Grande Leste, no departamento de Meurthe-et-Moselle. Estende-se por uma área de 5.55 km², e possui 8.872 habitantes, segundo o censo de 2018, com uma densidade de 1.600 hab/km².